# Elisabeth Bernoulli
Elisabeth Bernoulli (* 9. Dezember 1873 in Basel, Schweiz; † 22. Februar 1935 ebenda) war eine Schweizer Frauenrechtlerin aus der Familie Bernoulli.

## Leben
Elisabeth Bernoulli war die Tochter des Bureauangestellten Theodor Bernoulli (1837–1909) und der Maria Bieder (1845–1920). Ihre Brüder waren der spätere Architekt Hans Bernoulli und der spätere Kunsthistoriker Rudolf Bernoulli.
Mit 29 Jahren begann Bernoulli sich im Schweizerischen Bund abstinenter Frauen (BAF) zu engagieren. 1907 wählte man sie zum Vorstand der Vereinsfiliale in Basel; dieses Amt hatte sie bis 1912 inne. Ab diesem Jahr fungierte sie als Mitglied des Zentralvorstandes.

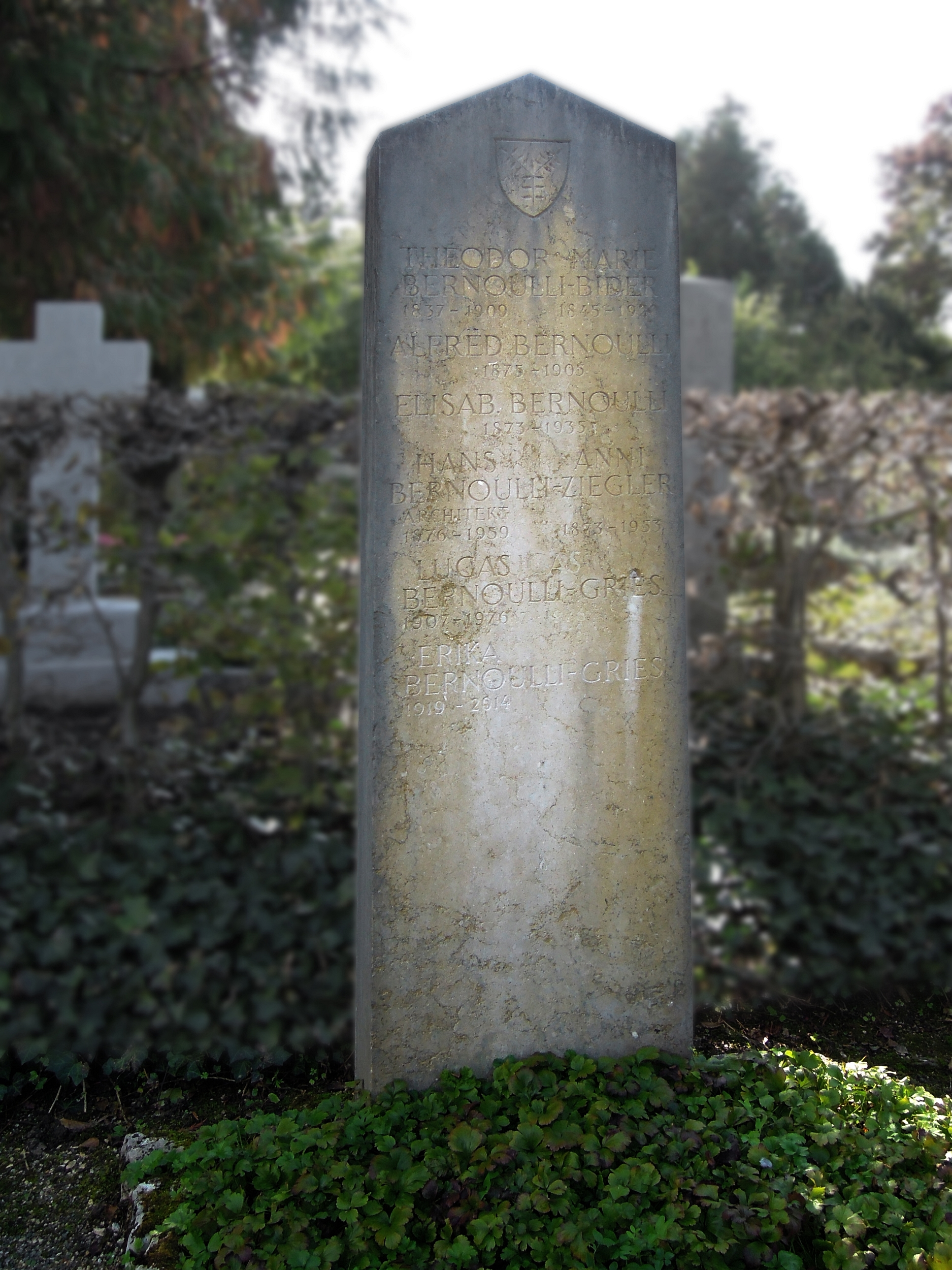
Grab, Wolfgottesacker, Basel.

Während dieser Jahre arbeitete sie – teilweise ehrenamtlich – in der Schweizer Zentralstelle zur Bekämpfung des Alkoholismus mit. 1923 betraute man Bernoulli mit der Leitung des Sekretariats, und zwei Jahre später ernannte man sie zum Zentralvorstand des schweizerischen BAF. Dieses Amt hatte sie vier Jahre inne.
Neben dieser Arbeit redigierte Bernoulli in den Jahren 1923 bis 1933 den Wegweiser zur Frauenarbeit gegen den Alkohol.
Elisabeth Bernoulli fand ihre letzte Ruhestätte auf dem Wolfgottesacker in Basel.

## Werk
Der Kampf gegen den Alkohol in der schweizerischen Industrie, Lausanne: Schweizerisches Abstinenzsekretariat [1911] (Jahrbuch des Alkoholgegners; Jg. 3, 1911)